# Caloptilia infaceta
Caloptilia infaceta is een vlinder uit de familie mineermotten (Gracillariidae). De wetenschappelijke naam van deze soort is voor het eerst geldig gepubliceerd in 1987 door Triberti.
De soort komt voor in tropisch Afrika.